# Río Șușița
El río Șușița es un curso de agua de la cuenca hidrográfica del Danubio, afluente por la derecha del Siret. Discurre por el este de Rumanía, por el condado de Vrancea.

## Descripción
El curso del río, tras pasar entre lugares como Soveja, Câmpuri, Mărăști, Străoane, Crucea de Sus, Panciu y Crucea de Jos, terminaba desembocando al sur de Mărășești en el Siret, en la margen derecha de este. Su principal afluente sería el río Alba.